# Silhouettea nuchipunctatus
Silhouettea nuchipunctatus es una especie de pez de la familia de los Gobiidae en el orden de los Perciformes.

## Hábitat
Es un pez de mar y, de clima tropical y demersal.

## Distribución geográfica
Se encuentra en las Filipinas.

## Observaciones
Es inofensivo para los humanos. 